# Гвазава, Элкан Раульевич
Элкан Раульевич Гвазава (абх. Елкан Рауль-иԥа Гвазава род. 6 августа 2003 года, Республика Абхазия) — российский тяжелоатлет. Чемпион России 2021 года, двукратный серебряный призёр чемпионатов России (2022, 2024).
Чемпион России 2021 года. Воспитанник Казанского училища олимпийского резерва. Мастер спорта.

## Спортивная карьера
Первым местом тренировок спортсмена стал Калдахуарская школа-интернат им. Чагава, в которой Элкан записался на секцию по тяжелой атлетике. Занятия под руководством мастера спорта СССР, заслуженного учителя Абхазии Ясона Кяхба вскоре дали хороший результат и Элкан был отправлен на учёбу в Казанское училище олимпийского резерва.

## Достижения
На чемпионате России по тяжёлой атлетике 2021 года в Ханты-Мансийске Элкан установил рекорд России в весовой категории до 61 кг, подняв штангу весом 121 кг в рывке.
В июле 2024 года на чемпионате России в Новосибирске, Элкан стал вторым с результатом 258 килограммов по сумме двух упражнений.